# Chhattisgarhi
Chhattisgarhi är ett indoariskt språk med 17,5 miljoner talare i Chhattisgarh, Bihar, Orissa, möjligen även i Maharashtra, Uttar Pradesh och Tripura. På språket finns poesi, tidningar och radioprogram.